# Padang Maninjau
Padang Maninjau is een bestuurslaag in het regentschap Labuhan Batu Utara van de provincie Noord-Sumatra, Indonesië. Padang Maninjau telt 3865 inwoners (volkstelling 2010).